# Großsteingräber bei Körbelitz
Die Großsteingräber bei Körbelitz waren ursprünglich mindestens drei megalithische Grabanlagen der jungsteinzeitlichen Alt-Tiefstichkeramikkultur nahe Körbelitz, einem Ortsteil der Einheitsgemeinde Möser im Landkreis Jerichower Land in Sachsen-Anhalt. Von diesen existiert heute nur noch eines. Die restlichen Anlagen wurden im 18. oder 19. Jahrhundert zerstört. Das erhaltene Grab wird auch als „Hoher Stein“ bezeichnet.

## Forschungsgeschichte
Erstmals dokumentiert wurden die Anlagen von Joachim Gottwalt Abel, der zwischen 1755 und 1806 Pastor in Möckern war. Dieser hinterließ hierüber nur handschriftliche Aufzeichnungen, die 1928 durch Ernst Herms publiziert wurden. Zwei Gräber waren bei Herms’ Untersuchungen bereits vollständig abgetragen. Abel erwähnt zudem einen einzelnen großen Stein an der Pohl-Mühle bei Körbelitz. Ob dieser zu einem einstigen Großsteingrab gehörte, lässt sich heute nicht mehr feststellen. Der auf einem Messtischblatt bezeugte Flurname „Die Langen hinter Steins“ deutet außerdem auf ein weiteres Grab hin.
Zu Beginn des 20. Jahrhunderts sollte das noch erhaltene Grab in den Ort Körbelitz versetzt und als Kriegerdenkmal umfunktioniert werden, was aber verhindert werden konnte. Heute bildet es das zentrale Motiv des Ortswappens von Körbelitz. Am 1. Juli 1956 wurde das Grab als Bodendenkmal unter Schutz gestellt. Eine archäologische Grabung hat bisher nicht stattgefunden.

## Lage
Die Gräber lagen nach Abel alle westlich eines Weges, der ursprünglich direkt von Körbelitz nach Büden führte. Das erhaltene Grab liegt südöstlich von Körbelitz, am südöstlichen Ende einer Obstplantage, unmittelbar an der Gemeindegrenze zu Möckern. Grab 2 lag nordwestlich hiervon auf einer Anhöhe. Grab 3 lag südöstlich von Grab 1, etwa an der Kreuzung der ehemaligen Wege von Körbelitz nach Büden und von Woltersdorf nach Pietzpuhl. Es befand sich damit bereits auf dem heutigen Gemeindegebiet von Möckern bzw. auf dem Gebiet der Wüstung Peckritz.

## Beschreibung

### Das erhaltene Grab 1
Das Aussehen des Grabes hat sich seit Abels Erstbeschreibung nicht wesentlich verändert. Ein Hünenbett ist nicht auszumachen. Die Grabkammer ist ostnordost-westsüdwestlich orientiert und hat eine Breite von 1,25 m sowie eine Höhe von 0,8 m. Erhalten sind noch zwei Wandsteine an der nördlichen Langseite, ein Wandstein an der südlichen Langseite, der westliche Abschlussstein sowie ein Deckstein, der mit seiner glatten Seite auf drei Wandsteinen (Dreipunktauflage) aufliegt. Der östliche Teil der Kammer ist nicht erhalten, ihre ursprüngliche Länge und der genaue Grabtyp lassen daher nicht mehr bestimmen. Der Deckstein weist auf seiner Oberseite mehrere Schälchen auf. Er hat einen Umfang von 5,8 m, eine Länge von 2 m und eine Breite von 1,4 m. Die Gesamthöhe des Grabes beträgt 1,8 m.

### Das zerstörte Grab 2
Grab 2 besaß bei Abels Aufnahme ein ost-westlich orientiertes Hünenbett, an dessen östlichem Ende noch 14 Steine erhalten waren, die aber keine Rückschlüsse auf das genaue Aussehen der Anlage mehr zuließen.

### Das zerstörte Grab 3
Nach Abel bestand die Anlage aus insgesamt 48 Steinen. Sie besaß ein ost-westlich orientiertes Hünenbett, an dessen südlicher Langseite noch eine Reihe von 17 Steinen erhalten war. An der nördlichen Langseite stand eine Reihe von 13 Steinen sowie in einigen Ruten Entfernung ein weiterer, vielleicht ein Wächterstein. Im östlichen Teil des Hünenbetts lag die Grabkammer. Hier zählte Abel zwölf Wandsteine. An den beiden Enden der Kammer lag jeweils ein breiter Stein, weiter westlich noch drei weitere Steine. Bei diesen fünf Steinen hat es sich vielleicht um herabgestürzte und/oder verschleppte Decksteine gehandelt. Der Grabtyp lässt sich nicht mehr genau bestimmen, aufgrund der Größe der Grabkammer muss es sich aber entweder um einen Großdolmen oder ein Ganggrab gehandelt haben.

### Der Stein bei der Pohl-Mühle
Der Stein war oval und hatte nach Abel einen Umfang von 42 Fuß (ca. 13 m), eine Länge von 20 Fuß (ca. 6 m) und eine Breite von 8 Fuß (ca. 2,4 m). Die Oberfläche des Steins wies zahlreiche Vertiefungen auf, die im Volksglauben als Handabdrücke von Riesen gedeutet wurden.

## Das Großsteingrab Körbelitz in regionalen Sagen
Eine regionale Sage berichtet von zwei Riesen, die nach Körbelitz kamen und sich dort Burgen errichteten. Sie lebten zunächst in Eintracht, zerstritten sich aber, da eine Riesin in den Ort kam und beide sie ehelichen wollten. Die beiden Riesen verschanzten sich in ihren Burgen und bewarfen sich gegenseitig mit Findlingen. Schließlich wurde einer der Riesen tödlich getroffen. Da reute es den Anderen und er errichtete seinem Freund aus den Findlingen ein Grab.

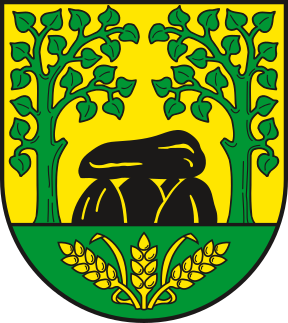
Großsteingrab im Ortswappen von Körbelitz
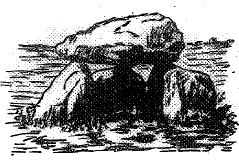
Zeichnung von 1928
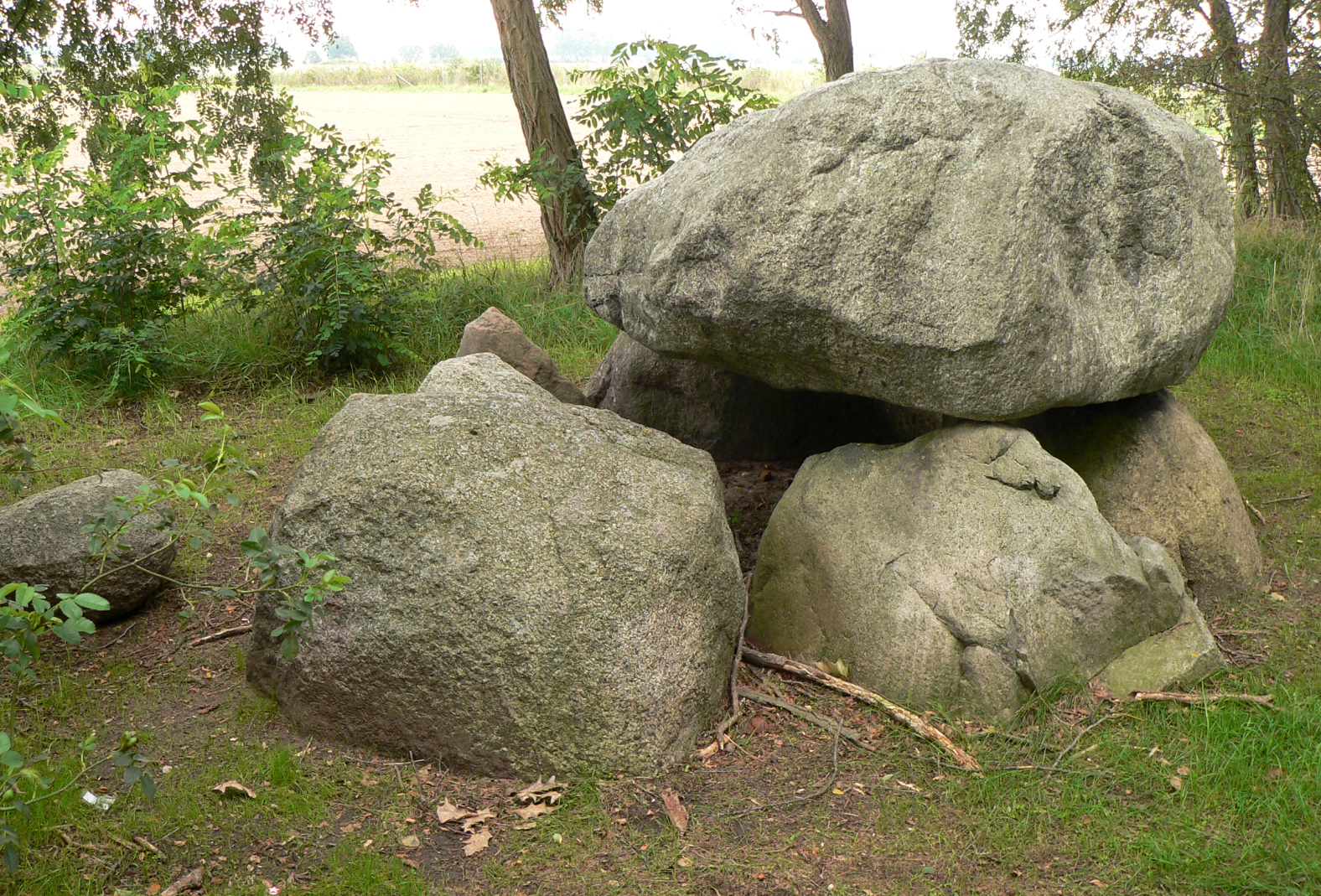
Großsteingrab